# Shruti
Shruti (Sanskrit, f., श्रुति, śruti, wörtlich: „das Gehörte“) bezeichnet im Hinduismus die Schriften, die die zeitlose Offenbarung berichten und daher unbedingt verbindlich sind. Sie gelten als Weisheiten, die von keinem menschlichen Verfasser stammen, sondern die Rishis (mythische Weise) „gehört“ oder von der göttlichen Sphäre (Brahman) empfangen haben. Dies ist im Gegensatz zu den Smritis („das Erinnerte“) zu sehen, welche die von Menschen überlieferte Tradition enthalten und daher nur insoweit verbindlich sind, als sie auf Shrutis zurückgehen. Zu den Shrutis gehören die vier Veden, wenngleich ursprünglich nur die Mantras und die Brahmanas dazu zählten und die Upanishaden und andere Bestandteile des Veda erst später dazu kamen.
Die Tatsache, dass die Texte mit dem höchsten Stellenwert als „gehörte“ Texte bezeichnet werden, dokumentiert die Bedeutung des Hörens im Vergleich zum Niederschreiben, das in Indien erst vergleichsweise spät stattfand. Die Wurzeln der indischen Überlieferungen liegen in einer oralen Tradition, die hierfür ausgefeilte mnemotechnische Methoden erfand.